# Dama w liliowej sukni z kwiatami (Dla niego)
Dama w liliowej sukni z kwiatami (Dla niego) – obraz olejny autorstwa Władysława Czachórskiego, namalowany około roku 1903. Obecnie dzieło znajduje się w zbiorach Muzeum Narodowego w Warszawie.